# Machliny
Machliny (deutsch Machlin) ist ein Dorf in der Landgemeinde (Gmina) Czaplinek (Tempelburg) im Powiat Drawski (Dramburger Kreis)  der polnischen Woiwodschaft Westpommern.

## Geographische Lage
Das Dorf liegt an der Döberitz, etwa dreißig Kilometer nordnordwestlich von Deutsch Krone (Wałcz), 26 Kilometer nordöstlich von Märkisch Friedland (Mirosławiec) und sechs Kilometer südöstlich von Brotzen (Broczyno).

## Geschichte

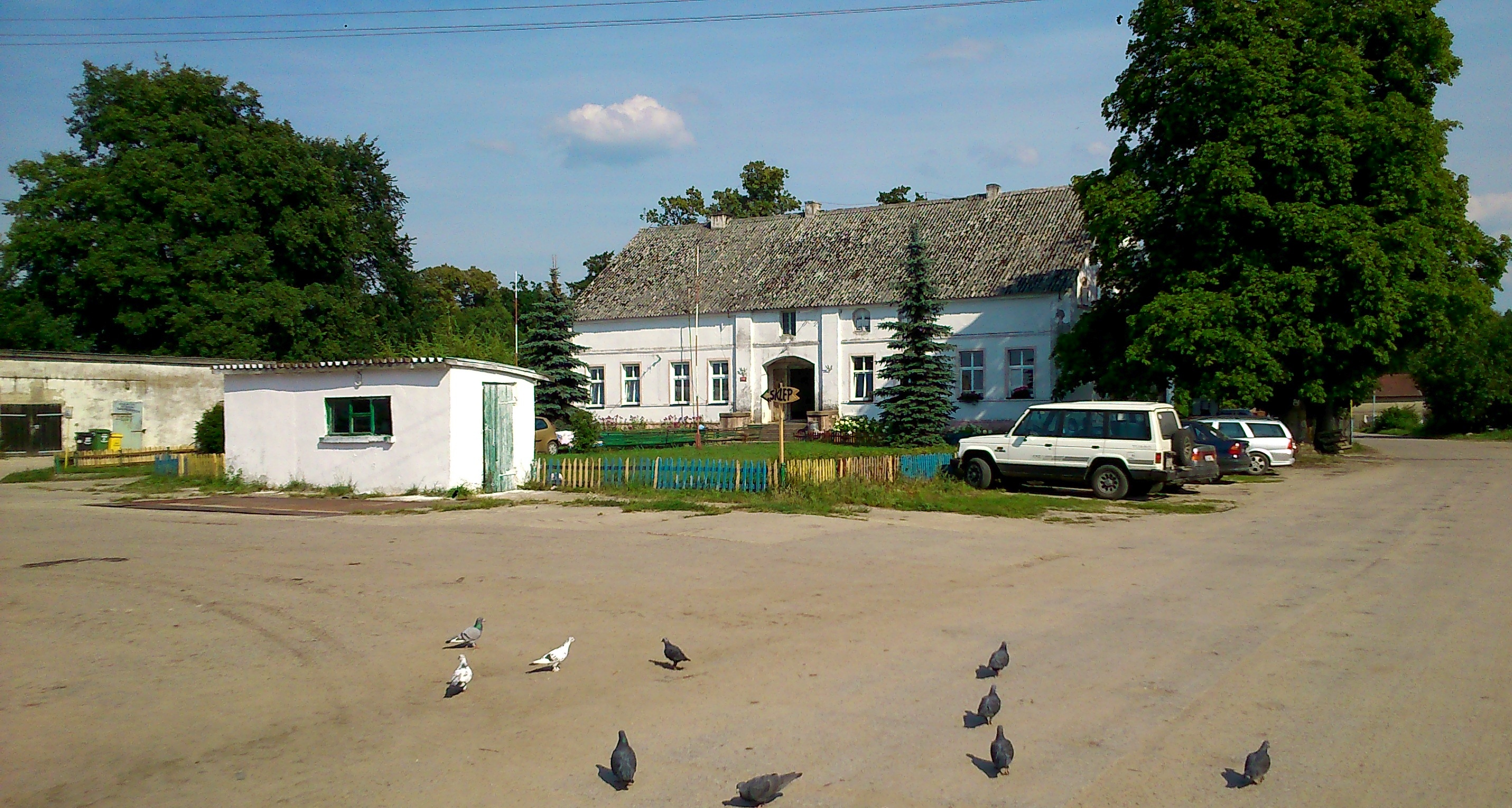
Ehemaliges Gutshaus Böskau (August 2015)

Machlin als Villa Machelin auf einem Plan, der die Grenzveränderungen der Goltzenherrschaft Brotzen seit dem 14. Jahrhundert zeigt

Die Grenzregion des Netzedistrikts, in der das Dorf liegt, hatte ursprünglich zum Herzogtum Pommern gehört, war vorübergehend unter polnische Herrschaft gelangt und dann an die Markgrafen von Brandenburg gekommen. Im Rahmen der Ersten Teilung Polen-Litauens kam das Dorf 1772 zusammen mit dem Landkreis Deutsch Krone an Preußen.
Die Ortschaft Machlin  gehörte einst zu den sogenannten Goltzschen Gütern, und zwar zur Goltzenherrschaft Brotzen.   Ältere Ortsbezeichnungen sind Machlin (1590) sowie Marchalin oder Marcholin (1634). Hier soll vor sehr langer Zeit einmal ein Schloss gestanden haben. Grundherr im Jahr 1783 war Baron von der Goltz.
Die Gemeinde Machlin hatte um 1930 eine 29,6 km² große Gemarkungsfläche, und auf dem Gemeindegebiet befanden sich sieben Wohnplätze, auf denen insgesamt 77 bewohnte Wohnhäuser standen:
- Bahnhof Wallbruch
- Böskau, Gut
- Kotzenberg
- Machlin
- Niederhof
- Steinberg
- Wallbruch, Gut

Im Jahr 1945 gehörte Machlin zum Landkreis Deutsch Krone im Regierungsbezirk Grenzmark Posen-Westpreußen der preußischen Provinz Pommern des Deutschen Reichs. Machlin war dem Amtsbezirk Brotzen zugeordnet.
Im Februar 1945 wurde Machlin von der Roten Armee besetzt. Nach Beendigung der Kampfhandlungen wurde die Region seitens der sowjetischen Besatzungsmacht zusammen mit ganz Hinterpommern und der südlichen Hälfte Ostpreußens – militärische Sperrgebiete ausgenommen – der Volksrepublik Polen zur Verwaltung überlassen. Es wanderten nun Polen zu. Machlin wurde unter der polnischen Ortsbezeichnung „Machliny“ verwaltet. Die einheimische Bevölkerung wurde von der polnischen Administration aus Machlin vertrieben.

### Demographie
| Jahr | Einwohner | Anmerkungen                                                                                                  |
| ---- | --------- | --- |
| 1783 | –         | adliges Dorf nebst einer lutherischen Kirche, 33 Feuerstellen (Haushaltungen), im Netzedistrikt, Kreis Krone |
| 1818 | 130       | adliges Dorf                                                                                                 |
| 1864 | 369       | darunter 361 Evangelische                                                                                    |
| 1910 | 374       | am 1. Dezember, sämtlich Evangelische                                                                        |
| 1925 | 685       | darunter 646 Evangelische und 37 Katholiken                                                                  |
| 1933 | 624       | [ 8 ] |
| 1939 | 557       | [ 8 ] |

## Kirche
Hier war 1754 ein evangelisches Bethaus. Die Protestanten der bis 1945 anwesenden Dorfbevölkerung gehörten zum evangelischen Kirchspiel Brotzen.